# Typha angustifolia
Typha angustifolia (de asemenea papură mică sau papură îngustă), este o plantă erbacee perenă din genul Typha. Această papură este un element „obligatoriu zonelor umede”, specie care este de obicei găsită în emisfera nordică în locații salmastre. Frunzele plantei sunt plate, foarte înguste, acestea apar la fiecare fază vegetativă. La maturitate, ele au tulpini distincte, care sunt la fel de înalte ca și frunzele; tulpinile sunt acoperite cu capete de flori maro, pufoase în formă de cârnați. Plantele au rădăcini solide, care se pot extinde în diametru.